# To the Islands
To the Islands ist ein 1958 erschienener Roman des australischen Schriftstellers Randolph Stow, in dem er das schwierige Verhältnis zwischen indigenen und europäisch-stämmigen Bewohnern einer kleinen australischen Aborigines-Missionsstation in den 1950er Jahren beschreibt – eine Zeit, die als Periode des geistigen Umbruchs für die Ureinwohner dargestellt wird. Das Buch erhielt 1958 den Miles Franklin Award.
Ursprünglich war das Werk als Propaganda für die Arbeit zumindest mancher Missionen in Australien gedacht. 1982 nahm Stow eine Revision seines Werkes zugunsten der Darstellung der Aborigines vor.

## Inhalt
Der Missionar Heriot führt die kleine Station im Nordwesten Australiens seit 30 Jahren. Sein Führungsstil ist von unnachgiebiger Härte und Willensstärke gekennzeichnet; die Mission ist sein Königreich. Zum Ende seiner Tätigkeit als Missionar hin erkennt Heriot, dass er seine Autorität verliert. Seine Art der Leitung ist nicht mehr angemessen. Die Aborigines haben eine Phase erreicht, in der sie selbstbewusst genug sind, ihr Recht auf Selbstbestimmung einzufordern. Gealtert, nach vielfältigen Entbehrungen resigniert und den Aborigines durch sein totalitäres Gehabe entfremdet, wartet er nun auf seine Ablösung und fürchtet sie zugleich.
Am ersten Tag, den der Roman beschreibt, gerät Heriot mit fast jedem Bewohner der Station in Konflikt. Seine Launenhaftigkeit und sein ständiger Wechsel von Emotionen verunsichert die Menschen. Durch seine Unnachgiebigkeit und Herrschsucht zerstört Heriot all das, was er aufgebaut hat. Aus seinem Wissen um bevorstehende Veränderungen und seiner bisherigen Frustration leitet er eine grundlegend pessimistische Sichtweise ab, die sich auch auf sein Innenleben bezieht.
Nach einem Mordversuch an seinem indigenen Schwiegersohn Rex, den er für den Tod seiner Adoptivtochter Esther verantwortlich macht, flieht Heriot in den Busch, auf der Suche nach den „islands“, den mythischen Inseln der Toten, gegen seinen Willen begleitet von dem Aborigine Justin.
Sein Weg durch die Einsamkeit der australischen Landschaft wird zugleich auch zu einer Reise durch seine seelische Landschaft. Heriot begegnet in der Wildnis Menschen, deren Erlebnisse verschiedene Aspekte seiner eigenen Vergangenheit beleuchten und die ihm helfen, seinen Frieden mit sich, seiner Vergangenheit und dem bevorstehenden Tod zu machen. Der Kontakt zur Natur und der ihm immer noch fremden Kultur der Ureinwohner bewirkt eine Annäherung und sogar eine teilweise Identifikation Heriots mit den Aborigines.
Als eine Art Versöhnungsritual übergibt er Justin die Symbole seiner Autorität – Messer, Gewehr und Uhr – und bittet ihn, diese Dinge Rex zu überbringen, als Zeichen der Anerkennung. In einer Höhle an der Küste, die als Ruhestätte für verstorbene Aborigines dient, erwartet Heriot das Erscheinen der Inseln – und damit seinen Tod.